# 李应生 (1953年)
李应生，SBS，MH，JP（1953年5月—），汉族，香港親中派商人，現任港區全國人大代表（第十三屆起）。
李應生主要從事傳統中藥材的零售和批發。他所擔任主席的百成堂集團已有近百年的歷史。
香港特別行政區政府於2003年授予他榮譽勳章，2004年委任他為太平紳士，2010年授予他銅紫荊星章。2018年2月24日，当选为第十三届全国人大代表。

## 榮譽
- 香港浸會大學榮譽大學院士（2016）[2]
- 聖約翰官佐勳銜

## 公職
- 第十三届全国人民代表大会代表[3][4]。
- 香港特別行政區第二至第四屆選舉委員會委員
- 中醫中藥發展委員會委員
- 香港旅遊發展局新旅遊產品發展計劃評審委員會主席
- 香港中藥業協會創會會長
- 國家中醫藥管理局對台港澳中醫藥交流合作中心顧問
- 優質旅遊服務協會顧問
- 中華海外聯誼會理事
- 新界總商會會務顧問
- 香港中西區各界協會永遠榮譽會長
- 香港聖約翰救傷隊榮譽總區會長
- 香港優質旅遊服務協會主席（2010-2013）
- 香港中西區區議會委任區議員（2008-2011）
- 中區少年警訊名譽會長會名譽顧問暨名譽會長

## 其他
- 2003年，李应生在香港浸會大學設立了「百成堂獎學金」，以鼓勵浸大學生研究中醫藥，培養下一代中醫藥專家。他積極贊助中醫藥學院的各種活動，包括舉辦中醫藥展覽，召開業界論壇，以及贊助及策劃本地及內地學生互訪學習交流。李先生帶領的百成堂集團亦是香港浸會大學基金榮譽會董。
- 2005年，李应生與香港浸會大學中醫藥學院的趙中振教授合作，並邀請香港不同商會及多個政府部門一起參加「香港容易混淆中藥調查研究項目」，並出版了《香港容易混淆中藥》一書，使香港的中藥市場藥材混淆情況得到大大改善，在社會上贏得了極高的讚譽。